# Bitwa o Koszalin
Bitwa o Koszalin – starcie zbrojne mające miejsce 4-5 marca 1945 między oddziałami Armii Czerwonej a wojskami niemieckimi, skutkujące zdobyciem Koszalina i zakończeniem władzy reżimu III Rzeszy na terenie miasta.

## Przebieg działań bojowych
Do Koszalina wojska 19 Armii 2 Frontu Białoruskiego Armii Czerwonej dotarły 4 marca 1945. Miało to miejsce w czasie prowadzonej operacji pomorskiej. Oprócz wspomnianej 19 Armii w walkach o zdobycie Koszalina uczestniczył 3 Gwardyjski Korpus Pancerny dowodzony przez gen. por. Aleksego Panfiłowa. 
Pomimo zamknięcia pierścienia okrążenia wokół Koszalina części wojsk niemieckich udało się wyrwać z okrążenia i skierować w stronę Kołobrzegu.
Po trwających całą noc walkach, rano 5 marca 1945 dowodzący obroną miasta gen. Zulow podjął decyzję o kapitulacji. Do niewoli radzieckiej gen. von Zulow dostał się w okolicach Karlina.
Do najcięższych walk w mieście doszło przy ul. Gnieźnieńskiej gdzie Armia Czerwona straciła kilka czołgów.
W czasie walk w mieście i okolicy poległo 294 żołnierzy radzieckich. W 1966 zostali oni ekshumowani i pochowani na cmentarzu komunalnym w Koszalinie przy ul. Fałata. 

## Upamiętnienie
W okresie Polski Ludowej dla upamiętnienia żołnierzy radzieckich poległych w walkach o zdobycie Koszalina wzniesiono pomnik wdzięczności Armii Czerwonej.